# Robert H. Dunlap
Pour les articles homonymes, voir Dunlap.
Robert H. Dunlap (22 décembre 1879 - 19 mai 1931) est un général du corps des Marines des États-Unis.

## Biographie
Né à Washington, D.C., Dunlap fut nommé second-lieutenant (sous-lieutenant) dans le corps des Marines le 6 août 1898. Il combattit durant la guerre hispano-américaine; dans la guerre américano-philippine et en Chine dont la bataille de Tientsin lors de la révolte des Boxers et dans l'occupation américaine de Veracruz au Mexique en 1914.
Il fit partie du corps expéditionnaire américain qui combattit en France durant la Première guerre mondiale. Pour son action comme commandant de régiment durant la campagne de Meuse-Ardennes, il reçut une citation par le commandant du corps expéditionnaire, la fourragère française et la Navy Cross. En 1928, il servit au Nicaragua et reçut la Distinguished Service Medal.
Il vint en France pour suivre les cours de l'École de guerre. Alors qu'il était en vacances à Cinq-Mars-la-Pile, près de Tours, il se tua alors qu'il tentait de sauver une femme prise dans un glissement de terrain, le 19 mai 1931. Son corps ne sera retrouvé que quelques jours plus tard.
Une des cinq bornes de la Terre sacrée sera installé dans le village en sa mémoire. Un destroyer de la Seconde guerre mondiale, l'USS Dunlap (DD-384) porta son nom.

## Source
- (en) Cet article est partiellement ou en totalité issu de l’article de Wikipédia en anglais intitulé « Robert H. Dunlap » (voir la liste des auteurs).